# 박천일
박천일(朴天一, 1910년 2월 1일 ~ 1959년 4월 3일)은 대한민국 법무부 차관 직무대리였다.
1955년 10월 6일부터 1955년 10월 11일까지 대한민국 법무부 차관 직무대리를 지냈으며 1956년 7월 25일부터 1959년 4월 3일까지 대한민국 대검찰청 차장검사를 지냈다.